# Луїзе Отто
Луїзе Отто (нім. Louise Otto, 30 серпня 1896 — 9 березня 1975) — німецька плавчиня.
Учасниця Олімпійських Ігор 1912 року.